# Skien
 je mesto in občina v administrativni regiji Telemark na Norveškem.